# 蒂勒 (安省)
蒂勒（法語：Thil，法語發音：[til] ⓘ）是法国东部安省的一个市镇，属于布雷斯地区布尔格区。

## 地理
蒂勒（45°48'51"N, 5°1'18"E）面积5.15 平方千米，位于法国奥弗涅-罗讷-阿尔卑斯大区安省，该省份为法国东部省份，北起汝拉省，西北接索恩-卢瓦尔省，西接罗讷省和里昂大都会，南至伊泽尔省，东与萨瓦省、上萨瓦省和瑞士接壤。
与蒂勒接壤的市镇（或旧市镇、城区）包括：贝诺、拉布瓦斯、涅夫罗、若纳日、梅济约。

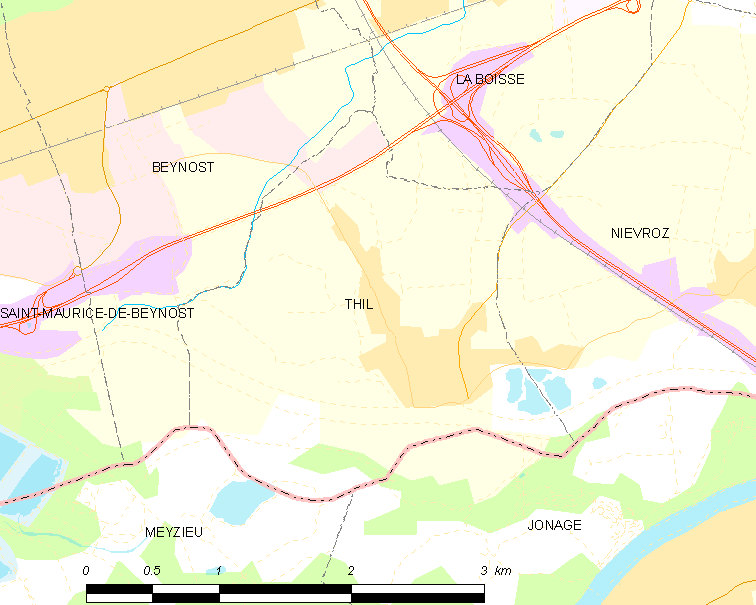
的OSM定位图

蒂勒的时区为UTC+01:00、UTC+02:00（夏令时）。

## 行政
蒂勒的邮政编码为01120，INSEE市镇编码为01418。

## 政治
蒂勒所属的省级选区为米里贝勒县。

## 人口

1962-2008年间人口变化图示

蒂勒于2022年1月1日时的人口数量为1208人。